# IK Heim

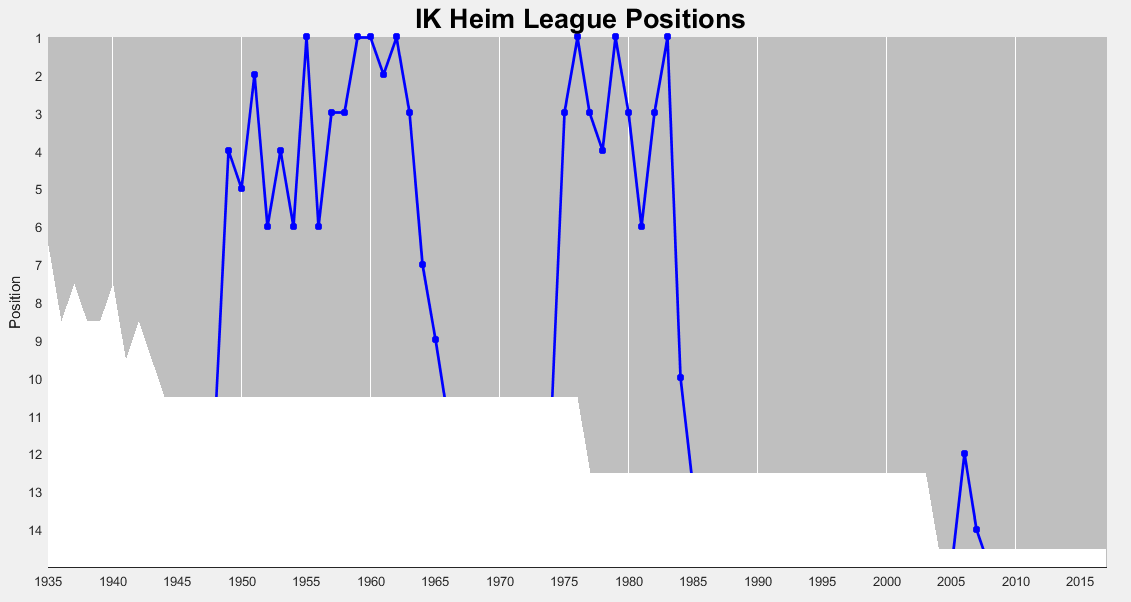
Heims placeringar i högsta serien genom åren

Idrottsklubben Heim (IK Heim) var en idrottsklubb från Göteborg, grundad den 4 februari 1923. Klubbens mest kända sektion var handbollssektionen, som tillkom 1930. Övriga sektioner var friidrott och bowling. Handbollssektionen vann under sin levnad sju SM-guld (1950, 1955, 1959, 1960, 1962, 1982 och 1983). Från 1990 var man föremål för olika klubbsammanslagningar och namnändringar. Namnet Heim försvann ur lagnamnet efter 2009.

## Historia
IK Heim grundades den 4 februari 1923 i Göteborg och började med friidrott. 1930 tillkom handboll på John S. Gullbergs initiativ. 1931 anslöt man sig till Svenska Handbollförbundet. Lagledare var de första åren John S. Gullberg (1931–1948), Henry Gustafsson (1948–1950) och Åke Björk (1950–1952).
I början på 1950-talet spelade föreningen sina hemmamatcher i Mässhallen. Man inledde i Göteborgsserien, och 1939 hade man tagit sig till västsvenska division 2. Här spelade man åren 1939–1942, men sedan degraderades klubben till Göteborgsserien klass 1 och därefter klass 2. Då byggde man upp ett nytt lag med juniorlaget som tagit JSM-guld som grund. Man vann tre serier i rad men förlorade kvalet mot F11 Nyköping. Man vann serien nästa år och kvalbesegrade IFK Malmö.
På hösten 1948 började man spela i allsvenskan för första gången. Klubben tog sitt första SM 1950 genom att finalbesegra Örebro SK med 9-6. Man spelade sedan i allsvenskan fram till 1965 och tog SM-guld genom serieseger 1955, 1959 och 1960. 1960 vann man seriefinalen borta mot Lugi HF med uddamålet.

### Återkomsten
1974 återkom Heim till högsta serien, dåvarande allsvenskan, och spelade där i tio års tid. Perioden avslutades med ytterligare två SM-guld 1982 och 1983. Man hade då ett slagkraftigt lag med bland andra Claes Hellgren, Lennart Ebbinge, Per Carlén och bröderna Björn och Pär Jilsén i laget. Men redan 1984 tog sagan slut med ny degradering.

### De sista åren
1990 gick klubben ihop med Sanna IF och bildade IK Sanna-Heim. 2003 flyttade klubben till Mölndal. 2005 blev IK Heims bowlingsektion självständig och tog namnet IK Heim Bowling medan handbollssektionen behöll namnet IK Heim.
Herrlaget slogs 2005 ihop med Mölndals HF och bildade IK Heim Mölndal. Heim Mölndal spelade två säsonger i elitserien, 2005/2006 och 2006/2007. 2007 kom man sist och degraderades till Division 1 södra. På grund av klubbens dåliga ekonomi bytte man namn ännu en gång, denna gång till Mölndal/Heim HF.
Säsongen 2009/2010 i Division 2 Västra blev klubbens sista i det officiella seriesystemet med ett namn som innehöll "Heim". Sedan 2010 är Mölndals HF (se vidare denna artikel) en fristående förening med herr-, dam- och ungdomslag och heter endast Mölndals HF i seriesystemen. Därmed har Heim försvunnit som klubb ur svensk handbollshistoria.

## Meriter
- Svenska mästare inomhus: 7 (1950, 1955, 1959, 1960, 1962, 1982, 1983)

## Spelare i urval
- Ingemar Andersson
- Thomas Augustsson
- Gunnar Brusberg (1944–1968)
- Per Carlén (1982–1983)
- Hasse Carlsson (1956–1959)
- Lennart Ebbinge (1979–1984)
- Karl-Gösta Falk
- Claes Hellgren (1978–1983)
- Kjell Jarlenius (1959–1962)
- Björn Jilsén (1981–1983)
- Pär Jilsén (1981–1984)
- Per-Olof Larsson (1953–1955)
- Ingemar Linnéll (1974–1978, 1981–1984)
- Stig Lennart Olsson (1945–1961)
- Rolf Zachrisson
- Sten Åkerstedt (1958–1961)